# ضريح بيبي شريفة خاتون نويس
ضريح بيبي شريفة خاتون نويس (بالفارسية: آرامگاه بی‌بی شریفه خاتون نویس) هو ضريح تاريخي يعود إلى السلالة الصفوية والقاجاريون، ويقع في مقاطعة قم.